# Jackson Richardson
Jackson Richardson (Saint-Pierre, Reunión, 14 de junio de 1969) es un balonmanista francés ya retirado que estuvo en la élite desde 1989 hasta 2009. Fue el abanderado de Francia en los Juegos Olímpicos de 2004 en Atenas.
Fue el primer francés en conseguir el Premio al Jugador del Año por la IHF que logró en 1995. Con el Portland San Antonio, consiguió su única Liga de Campeones, venciendo al FC Barcelona en la final celebrada en 2001. Es el jugador que más veces ha jugado con la selección de balonmano de Francia (417 partidos), con la que ha anotado 787 goles y ha conquistado una medalla de bronce en los Juegos Olímpicos de 1992 y dos campeonatos del mundo entre otros.

## Equipos
- Saint-Pierre HBC (1977-1989)
- Paris HB (1989-1991)
- OM Vitrolles (1991-1997)
- TV Grosswallstadt (1997-2000)
- Portland San Antonio (2000-2005)
- Chambéry Savoie Handball (2005-2008)
- Rhein-Neckar Löwen (2009)

## Palmarés

### OM Vitrolles
- Liga Francesa (1994, 1996)
- Copa de Francia (1993, 1995)
- Recopa de Europa (1993)

### Portland San Antonio
- Liga de Campeones (2001)
- Liga ASOBAL (2003, 2005)
- Copa del Rey (2001)
- Supercopa de Europa (2000)
- Recopa de Europa (2004)
- Supercopa de España (2001, 2002)

### TV Grosswallstadt
- EHF Challenge Cup (2000)

### Selección nacional

#### Campeonato del Mundo
- Medalla de plata en el Campeonato del Mundo de 1993
- Medalla de oro en el Campeonato del Mundo de 1995
- Medalla de bronce en el Campeonato del Mundo de 1997
- Medalla de oro en el Campeonato del Mundo de 2001
- Medalla de bronce en el Campeonato del Mundo de 2003
- Medalla de bronce en el Campeonato del Mundo de 2005

#### Juegos Olímpicos
- Medalla de bronce en los Juegos Olímpicos de 1992

### Reconocimientos individuales
- IHF Jugador del Año (1995)
- Elegido MVP del Mundial (1990)
- Elegido mejor central del Mundial (1995)
- Elegido mejor central del Europeo (2000)
- Elegido mejor jugador extranjero de la Liga ASOBAL (2001 y 2002)
- Elegido mejor central de la Liga ASOBAL (2003, 2004 y 2005)